# Sua Santità papa Leone XIII
Sua Santità papa Leone XIII è un cortometraggio del 1898 diretto da William Kennedy Laurie Dickson per la American Mutoscope and Biograph Company ed è una delle prime pellicole girate in Italia esistenti. Il breve filmato fu girato nei giardini Vaticani tra giugno e luglio di quell'anno, dopo una lunga attesa e delle trattative con il prefetto della Camera Apostolica Francesco Salesio Della Volpe e con l'intercessione del nipote del pontefice, il conte Pecci. Si tratta di un montaggio di tre diverse riprese con la benedizione di papa Leone XIII, all'epoca ottantottenne, e venne filmato probabilmente su pellicola kodak. Leone XIII risulta il secondo essere umano più antico ad apparire in un filmato, essendo nato nel 1810.
Questo, insieme al film Vincent et moi di Michael Rubbo del 1990 con la signora Jeanne Louise Calment (la donna più anziana mai vissuta), rappresentano i film con gli attori più anziani di tutti i tempi.
Il film fu a lungo attribuito alla ditta dei fratelli Lumière e al pioniere cinematografico torinese Vittorio Calcina: la Santa Sede, infatti, aveva revocato la concessione delle immagini alla compagnia americana, disapprovandone la proiezione del film nelle sale di varietà; a quel punto il filmato venne dato in concessione ai Lumière. La vicenda è stata ricostruita dallo storico e ricercatore Gianluca della Maggiore studiando gli archivi del Vaticano.

## Trama
La pellicola si compone di tre brevi filmati girati all'interno delle mura vaticane.
Nel primo spezzone, papa Leone XIII, preceduto da monsignor Della Volpe, entra da destra appoggiandosi con un bastone e si accomoda su una sedia, seguito da monsignor Rafael Merry del Val. Sullo sfondo della scena, quattro guardie svizzere — inginocchiate con le alabarde impugnate con la destra — accolgono il Papa con il saluto militare e, dopo un cenno di quest'ultimo con la mano, si alzano in piedi. Della Volpe si rivolge sorridente al Papa che inizia a benedire. Sulla destra si intravede una quinta guardia svizzera, probabilmente il Comandante (che non impugna l'alabarda).
Nella seconda parte, girata all'esterno, nei Giardini Vaticani, la carrozza papale entra da sinistra trainata da una coppia di cavalli neri e condotta da un cocchiere con la tuba. Ad accogliere il pontefice alcune persone inginocchiate che fanno il segno della croce alla sinistra della carrozza, che si ferma al centro della scena. Della Volpe si avvicina e invita il papa a un'altra benedizione e la carrozza riparte uscendo dalla scena, scortata da tre guardie a cavallo.
Nella terza e ultima scena, Leone XIII scende da una carrozza, accolto da monsignor Della Volpe in ginocchio. Il Papa gli consegna il proprio saturno, quindi si siede su una panca in pietra. Si toglie gli occhiali e si sistema lo zucchetto, infine benedice nuovamente.

## Conservazione
La pellicola originale è stata ceduta dalla Cineteca Nazionale alla Santa Sede nel 1959 nel trentennale dei Patti Lateranensi e all'apertura della Filmoteca Vaticana, dove tuttora è conservata.